# Аза льо Ри
Аза льо Ри (на френски: Azat-le-Ris) е община в департамент От Виен, регион Нова Аквитания, Франция. Има население от 261 души и обща площ от 56,22 km2. Намира се на 170 – 282 m надморска височина. Пощенският ѝ код е 87360.